# Anne Rodier
Pour les articles homonymes, voir Rodier.
Anne Rodier, née  à Béziers, est une soprano française.

## Biographie
Native de Béziers, Anne Rodier commence ses études artistiques à l’âge de cinq ans par le piano et la danse tout en chantant dans la Maîtrise des Pueri Cantores que dirige son père, Paul Rodier, en Languedoc Roussillon. Parallèlement à des études littéraires (khâgne “classique’’ au Lycée Joffre de Montpellier), elle entre en classe de chant au conservatoire et durant quatre années, cumule études universitaires et musicales. 
En 1996, elle fait le choix d’embrasser une carrière lyrique et rejoint Paris auprès d’Anne-Marie Rodde, Eva Saurova, Yves Sotin et Christian Jean. Elle intègre la classe de théâtre musical de Joelle Vautier au Conservatoire Hector Berlioz du 10e arrondissement de Paris et remporte de nombreux prix en chant, musique de chambre et théâtre musical. Elle suit les master-classes de Montserrat Caballé, Laura Sarti, Rachel Yakar, Howard Crook, Michèle Command, Denise Dupleix et François Le Roux.

## Carrière
Sa voix lui permet d’aborder différents répertoires :
Baroque (Didon de Purcell, Sicle de Francesco Cavalli)
Classique (Eurydice ou Iphigénie de Glück, Fiordiligi, Elettra, Elvira ou La Comtesse de Mozart...)
Grand Opéra (Nedda (I Pagliacci de Leoncavallo), Micaela (Carmen de Bizet), Inès (Il Trovatore de Verdi), Die Mutter (Hänsel und Gretel Humperdinck)...)
Opérette (La Belle Hélène ou La Périchole d'Offenbach, ainsi que le répertoire encore peu connu de Claude Terrasse).
Elle donne régulièrement dans le monde entier des récitals de mélodies françaises ou d’œuvres symphoniques pour soprano solo comme l’intégrale des mélodies de Duparc en 2012, à Taïwan, avec Le Taipei Symphony Orchestra.
Le répertoire sacré tient une place importante en collaborant régulièrement avec des chefs comme Michel Piquemal ou Jean-Bernard Pommier (Petite Messe solennelle, Stabat Mater de Rossini, 9e Symphonie de Beethoven) ou des organistes comme Éric Lebrun ou Jan-Willem Jansen.
Anne Rodier a été dirigée par des chefs d'orchestre éminents comme Ibrahim Yazici, Yannick Paget, Laurent Campellone, Tamàs Pal, Takenori Nemoto, Nader Abassi, Jean-Bernard Pommier, Jérôme Correas, Pierre Roullier, et de célèbres metteurs-en-scène comme Dan Jemmett, Jérôme Savary, Charles Roubaud, Mireille Larroche, Denis Chabroullet, Jean-Louis Pichon...

## Créations
Anne Rodier explore également le répertoire contemporain en étant à l’origine de créations mondiales d’opéras :
- Médée[10], de Sergio Ortega en 2003,
- Hatim le généreux, de Régis Campo en 2004,
- Va donner aux poissons une idée de ce qu’est l’eau, de Benoît Louette en 2004,
- Les Orages désirés[11] de Gérard Condé sur un livret de Christian Wasselin en 2009.

Elle est la première interprète de cycles de mélodies :
- 4 poèmes d’Andrée Chédid, de Gilles Raynal en 2000,
- Instants pour ne plus dire[12] pour soprano et orchestre, de Jean-Jacques Werner en 2010,
- Les Dialogues imaginaires, création posthume de Daniel Lesur en 2010,
- Fragment 11, de Julien Tarride et Pär Frid pour soprano et dispositif vidéo interactif en 2006,
- Paraboles de Julien Tarride, œuvre créée pour La Nuit blanche de Paris en 2007, reprise au Capitole de Toulouse, en Allemagne, en Autriche, en Pologne et en Espagne, 2008-09.

## Rôle principal
- rôle principal dans le rôle de Sicle, dans L’Ormindo de Cavalli, à l’Opéra de Rennes, au Grand Théâtre de Reims et à l’Opéra de Massy en 2007  [13]
- rôle principal dans le rôle d’Hector Berlioz, dans Les Orages désirés[11] de Gérard Condé à l’Opéra d'Avignon[14]  et au Grand Théâtre de Reims [15] en 2009 et au Festival Berlioz en 2010.

## Rôles secondaires
- rôle d’Inès dans Il Trovatore, à l’Opéra de Marseille en 2012 [16]
- rôle de Bacchis, dans La Belle Hélène, à l'Opéra de Marseille en 2010 [5]
- rôle d’Ellen dans Lakmé à l’Opéra de Saint-Étienne en 2007 [17]

## Tournée internationale en tant qu’artiste principal
- Rôle-titre de Dido and Aeneas  de Purcell au Portugal en 2011[18]
- Soprano solo de l’Orchestre Symphonique de Taïwan en 2012[19], direction Yannick Paget, et en 2014[20] direction Ibrahim Yazici
- Soprano solo au 4e Festival "Piano Prestige" en 2014, sous la direction de Jean-Bernard Pommier

## Soprano protéiforme

### Danse
Anne Rodier collabore à la création de ballets :
- Glory du chorégraphe Andonis Foniadakis, composition musicale de Julien Tarride au Grand Théâtre de Genève en 2011
- Étude pour la Sainteté de la chorégraphe Erika di Crescenzo, au Teatro Astra de Turin et à l’Abbaye de Royaumont 2011
- Transforme dirigé par Myriam Gourfink avec les compositeurs Evan Gardner, Fernando Garnero et Daniel Zea, abbaye de Royaumont 2009-10

### Théâtre
Prométhée, pièce d’Eschyle, Anne Rodier crée la musique de scène pour les Scènes Nationales de Béthune et de Dunkerque, 2009

### Art contemporain
Elle collabore avec l’artiste de street art australien James Cochran à une performance live : création d’une œuvre picturale en temps réel à Lille en 2011.

### Conférences/Masterclasses/Enseignement
Anne Rodier a aussi donné des conférences et des masterclasses sur "L’Histoire de la mélodie française" ou "L’Histoire de la chanson française de Marie-Antoinette à aujourd’hui", à 國立臺灣師範大學 National Taiwan Normal University en 2012 ou à 國立臺灣大學 Université nationale de Taïwan en 2021.
Conférence sur "La Bayreuth française" à la Médiathèque André Malraux de Béziers en 2017
Conférence-concert sur "Pauline Viardot, Figure de proue du 19e siècle européen" en 2020 à 國立東華大學NDHU, National Dong Hwa University (en) de Hualien, Taïwan et 臺東大學 National Taitung University (en), Taïwan en 2020, ainsi qu'à 束关大學 Soochow University en 2022.

### Spectacles
Création de la Compagnie "De Musica Rerum" : Anne Rodier conçoit et écrit ses propres spectacles pour soprano, récitant et piano
- « Pauline Viardot, figure de proue du XIXe » en 2010,
- « Hommage à Jean Cocteau » en 2013,
- « Histoire de la Chanson française de Marie-Antoinette à aujourd'hui » en 2013
- « La Musique au temps des Grandes Expositions Universelles de Paris, 1855-1937 », 2014
- « Béziers, la Bayreuth française, 1898-1926 » en 2014[23]

## Récompenses et distinctions musicales
- 2002 : Premier prix du Conservatoire du 10e arrondissement de Paris, classe de théâtre musical de Joëlle Vautier [24]
- 1999 : Grand Prix de Mélodie Française « Mady Mesplé » au XIVe Concours international de chant de Clermont-Ferrand[25],[26]
- Prix d’excellence Léopold Bellan
- Prix "Françoise Pollet" au Concours des Maîtres du Chant
- Premier prix du Concours Européen de Picardie

## Doublage
- 2024 : Las Azules : voix additionnelles

## Discographie
- Requiem de Mozart (soprano solo) sous la direction de Jean-Jacques Werner, label Marcal classics
- Les dialogues imaginaires de Daniel Lesur & Instants pour ne plus dire, sous la direction de Jean-Jacques Werner, label Marcal classics.
- Mélodies de Déodat de Séverac[27] accompagnée au piano par François-Michel Rignol, label Solstice